# VX (хімічна зброя)
VX (ві-газ, Ві-Екс, речовина групи F (Швеція), речовина групи А (Франція), BRN 1949015, CCRIS 3351, EA 1701, (±)-S-(2-(біс(1-метилетил)аміно)етил) O-етил метилфосфонотіоат, HSDB 6459, Tx 60, О-етил-S-2-диізопропіламіноетилметилфосфонат) — бойова отруйна речовина нервово-паралітичної дії, одна з найтоксичніших коли-небудь синтезованих, найвідоміша з V-серії агентів.
Газ VX належить до числа найтоксичніших речовин, що застосовують у хімічній зброї. З'явився у 1950-і роки внаслідок помилки при розробці пестицидів. Речовина була створена в 1955 році у Великій Британії, вона не має кольору і запаху, і може вироблятися в формі рідини, аерозолю або крему. Після її потрапляння до організму у великих дозах смерть настає приблизно за 15 хвилин.
Входить до арсеналів США та Росії. Маркування боєприпасів в армії США — три зелені кільця та надпис VX-GAS.
У 1993 році, в результаті підписання Конвенції про хімічну зброю, використання VX як хімічної зброї було заборонено. Його включили до списку 1, котрий регламентує виробництво та обіг небезпечних речовин.

## Відкриття
У 1952 році над вивченням класу складних органофосфатів одночасно працювали кілька дослідників. Доктор Ларс-Ерік Таммелін трудився над цією темою для Шведського дослідницького інституту захисту, і зі зрозумілих причин його роботи не публікувалися. Дж. Ф. Ньюман і Ранажіт Гош, хіміки дослідної лабораторії захисту полів компанії Imperial Chemical Industries, так само працювали в цьому напрямку і виявили високу ефективність речовин класу складних органофосфатів як пестицидів.
У 1954 році одну з речовин цього класу ICI випустила на ринок під торговою назвою Amiton, але продукт був тут же відкликаний через високу токсичність. Токсичність Амітона не залишилася непоміченою військовими, і зразки речовин були відправлені у дослідний парк Портон-Даун, Велика Британія. По завершенні дослідження ряд речовин цього класу склав нову групу нервово-паралітичних отруйних речовин — V-агенти, Амітон же отримав назву VG.
У 1955 році, всього через рік після початку досліджень, був розроблений VX. Отриманий газ виявився в 300 разів більш токсичним ніж фосген (COCl2), що використовувався під час Першої світової війни. Хоча таке порівняння і не зовсім правильне, так як речовини відносяться до різних груп ОР. Незабаром VX був проданий США. Причини такого рішення залишаються неясними.
Заявки на патент VX були подані в 1962 році, а опубліковані тільки в лютому 1974 року.

## Хімічні властивості
Хімічно стійкий. Період напівгідролізу при pH 7 і температурі 25 °C становить 350 діб. Нуклеофільні реакції сильно уповільнені в порівнянні з зарином. З кислотами та галогеналкілами утворює тверді отруйні солі амонію, розчинні у воді, але не володіють шкірно-резорбтивними властивостями.

## Фізичні властивості
Безбарвна густа рідина (технічний продукт має забарвлення від жовтого до темно-коричневого). Не переганяється при атмосферному тиску. Гігроскопічний, частково розчинний у воді (5 % при 20 °C), добре розчинний в органічних розчинниках.

## Токсикологічні властивості
Отруйна речовина нервово-паралітичної дії.
Симптоми ураження: 1–2 хвилини — звуження зіниць; 2–4 хвилини — пітливість, слиновиділення; 5–10 хвилин — судоми, параліч і, спазми; 10–15 хвилин — смерть.
При дії через шкіру картина ураження в основному аналогічна інгаляційній. Відмінність у тому, що симптоми проявляються через деякий час (від декількох хвилин до декількох годин). При цьому з'являється м'язові скорочення в місці потрапляння ОР, потім судоми, м'язова слабкість і параліч.
Для людини LD50 нашкірно = 100 мкг/кг, перорально = 70 мкг/кг. LCt100 = 0,01 мг·хв/л, при цьому період прихованої дії становить 5–10 хвилин. Міоз настає при концентрації 0,0001 мг/л через 1 хвилину.
Має дуже високу шкірно-резорбтивну токсичність в порівнянні з іншими фосфоровмісними отруйними речовинами. Найчутливіші до дії VX шкіра обличчя і шиї. Симптоми при нашкірному надходження розвиваються через 1–24 години, проте, якщо VX потрапить на губи або пошкоджену шкіру дія проявляється дуже швидко. Першою ознакою при отруєнні через шкіру може бути не міоз, а дрібні скорочення м'язів у місці контакту з VX.
Токсична дія VX через шкіру може бути посилена речовинами, які самі по собі не токсичні, але здатні транспортувати отруту в організм. Найефективніші серед них диметилсульфоксид та N, N-диметиламід пальмітинової кислоти.
Заражає відкриті водойми на дуже тривалий період — до 6 міс. Основний бойовий стан — грубодисперсний аерозоль. Аерозолі VX заражають приземні шари повітря і поширюються за напрямком вітру на глибину від 5 до 20 км, уражають живу силу через органи дихання, відкриті ділянки шкіри і звичайне армійське обмундирування, а також заражають місцевість, озброєння, військову техніку та відкриті водойми. VX застосовується артилерією, авіацією, а також за допомогою хімічних фугасів. Озброєння та військова техніка, заражені краплями VX, становлять небезпеку влітку протягом 1–3 діб, взимку — 30–60 діб.
Стійкість VX на місцевості (шкірно-резорбтивна дія): влітку — від 7 до 15 діб, взимку — на весь період до настання тепла. Захист від VX: протигаз, загальновійськовий захисний комплект, герметизовані об'єкти бойової техніки та притулку.

## Перша допомога
У першу чергу необхідно видалити крапельний агент з уражених ділянок, а потім евакуювати потерпілого в незаражену зону. Після евакуації необхідно видалити залишки забруднення з шкіри, зняти заражений одяг і провести дегазацію. По можливості ці дії необхідно здійснити до всіх інших методів лікування.
У зоні ураження потерпілому необхідно вдягнути протигаз. При потраплянні аерозолю ОР на шкіру обличчя протигаз необхідно вдягати тільки після обробки особи рідиною з ІПП.
При попаданні ОР на шкіру необхідно негайно обробити заражені місця за допомогою ІПП-8 або ІПП-10. За відсутності таких, змити ОР можна за допомогою побутового відбілювача і промити чистою водою. Також можливе використання інших, аналогічних військовим, засобів дегазації.
При попаданні ОР в шлунок необхідно викликати блювоту і по можливості промити шлунок 1 % розчином питної соди або чистою водою.
Уражені очі промити 2 % розчином питної соди або чистою водою.
Після видалення ОР з уражених ділянок, необхідно негайно ввести антидот. Як антидот використовуються: атропін, пралідоксім або діазепам. Антидот вводиться за допомогою шприц-тюбика з червоним ковпачком з індивідуальної аптечки (АІ-2). Якщо протягом 10 хв судоми не зняті, антидот вводиться повторно. Максимально припустиме введення 2-х доз антидоту. При перевищенні цього ліміту смерть настає від антидоту. У разі зупинки дихання здійснити штучне дихання.
Зрештою необхідно евакуювати потерпілого із зони зараження. Уражений особовий склад доставляється в підрозділи медичної служби в залежності від важкості ураження.
Речовина дегазується сильними окислювачами (наприклад, гіпохлоритами). Для дегазації обмундирування, зброї і техніки застосовується дихлороетан.

## Застосування

### Секта «Аум Сінрікьо»
Спершу сектанти «Аум Сінрікьо» побоювались мати справу з VX через його летальність. Та згодом, після успішного використання зарину в терактах в 1994 році (особливо — теракту в Мацумото), аби не привертати зайвої уваги (бо поліція виявила залишки зарину на місці злочину) сектанти вирішили налагодити виробництво VX та почати користуватись ним.
Сектантам не вдалось знайти в літературі інформацію про синтез VX, але на основі хімічної структури речовини їм все ж таки вдалося створити власний синтетичний метод. Масама Цухія, який відповідав за синтез отруйних речовин у секті, вирішив використати проміжний продукт синтезу зарину — метилфосфонічний дихлорид (CAS 676-97-1), для синтезу VX.
Першою жертвою отруєння мав стати адвокат Таро Такімото, який взяв на себе захист жертв секти після зникнення родини Цуцумі Сакамото в 1988 році (вся родина була викрадена та вбита сектантами, про що стане відомо лише після розгрому секти в 1995 році). 9 травня 1994 року сектанти вже спробували вбити Такімото із використанням зарину, але спроба зазнала невдачі — отримана ним доза отрути спричинила лише певні симптоми отруєння.
У вересні 1994 року сектанти спробували вбити Такімото уже із використанням VX (і тим самим підтвердити його ефективність). Вони мали намастити отрутою ручку дверей, якими користувався Такімото, але ця спроба виявилась невдалою. Вдруге, сектанти мали намастити отрутою двері машини. Та через присутність поліцейських охоронців й цей план зазнав невдачі.
Таким чином, першою жертвою став Нобору Мізуно, 82-річний паркувальник в Токіо. Сектанти ставились до нього вкрай ворожо, оскільки влітку того ж 1994 року він надавав прихисток п'ятьом жінкам, які втекли із секти. Одна з них 4 листопада 1994 року подала позов до суду проти секти з вимогою повернути викрадене в неї майно вартістю десятки мільйонів єн.
Перша спроба, 28 листопада 1994 року, виявилась також невдалою: поки група сектантів відволікала жертву, один з них приснув отрутою на потилицю жертви. Оскільки Цухія припустився помилки на останньому етапі синтезу, він отримав нелетальний гідрохлорид VX. Невдача з вбивством Мізуно допомогла виявити та усунути цю помилку й 1 грудня 1994 року ним була синтезована вже летальна отрута VX.
Вранці 2 грудня 1994 року замах був скоєний за тим самим сценарієм: поки один сектант відволікав жертву, інший зі спини зміг зробити укол зі спини. Об 8:30 ранку Мізуно викидав сміття коли на нього був скоєний замах, повернувшись додому він знепритомнів, почалась нудота. Дорогою до лікарні в нього звузились зіниці ока. В лікарні він провів шість тижнів (61 днів). Пам'ять про інцидент в нього не збереглась.
Вже через 10 днів, 12 грудня 1994 року, в місті Осака сектантами був убитий Такахіто Гамаґучі (у віці 28 років). Він був членом секти, але оскільки відвідував популярний серед поліцейських клуб дзюдо, то верхівка секти вирішила, що він — поліцейський під прикриттям, що проник до секти. За словами свідків, молодому чоловікові стало зле та він знепритомнів на вулиці. Швидка допомога доправила його в лікарню Університету Осаки де було вже встановлено факт зупинки серця та дихання. Через два дні був встановлений факт смерті мозку та після 10 днів перебування у комі він помер.
Поліція не змогла встановити точну причину смерті та дізналась про замах на вбивство лише після зізнання одного з членів секти, котрого заарештували в ході облав після теракту в Токійському метро: провину взяв на себе Акіра Ямаґата. За його словами, Гамаґучі був схоплений шістьма сектантами на вулиці й поки інші тримали жертву, Ямаґата зробив ін'єкцію VX в шию (імовірно, у м'яз, оскільки за словами вбивці потрапити у вену йому не вдалось).
Загибель Ямаґати була на стільки незвичною, що лікарі зберегли зразок його крові. Після зізнання Гамаґучі цей зразок був перевірений в лабораторії й у ньому були знайдені продукти метаболізму VX в організмі людини.
4 січня 1995 року був здійснений на лідера групи підтримки жертв секти, 57-річного Гіроюкі Накаока. Ця група була створена за підтримки адвоката Цуцумі Сакамото, якого разом з дружиною та сином сектанти раніше викрали й вбили. VX потрапив на шкіру, але не в обличчя Накаока, він перебував кілька тижнів у комі але зміг вижити. Аби не відлякати потенційних жертв секти від звернення по допомогу групи факт замаху від широкого загалу він приховав.
У всіх випадках ані жертви, ані лікарі не знали про використання VX. В усіх випадках отруйна речовина знаходилась у одноразових пластикових шприцах. При замаху на Гамаґучі та Накаока речовина потрапила на шкіру жертв.

### Вбивство Кім Чон Нама
В лютому 2017 року зведений брат північнокорейського лідера Кім Чен Ина, Кім Чон Нам, був убитий у Малайзії. В міжнародному аеропорту «Куала-Лумпур» він був отруєний VX. У вбивстві брали участь дві жінки. Одна відвернула увагу Кім Чон Нама, а інша в цей час накинула йому на обличчя отруєну хустку. Кім Чон Нам помер в кареті швидкої допомоги дорогою до лікарні.
Поліція затримала двох жінок із паспортами Індонезії і В'єтнаму, та 46-річного жителя Північної Кореї.
Серед підозрюваних також північнокорейський дипломат і співробітник авіакомпанії з КНДР.
Крім того, оголошені в розшук четверо чоловіків, яких підозрюють у причетності до цього вбивства, проте вони, імовірно, вже залишили Малайзію.
Одна із жінок, котра брала безпосередню участь в отруєнні також мала симптоми отруєння речовиною VX.